# Stazione di Salé-Ville
La stazione di Salé-Ville (in arabo محطة سلا المدينة‎?) è una stazione ferroviaria del Marocco a servizio della città di Salé.
La nuova stazione, che ha avuto bisogno di un investimento di 15 milioni di dirham, è dotata di attrezzature moderne con una spaziosa sala di 570 m², con diversi sportelli di biglietteria, segnalatore luminoso, locali sanitari, panche sulle banchine e nella sala, dei negozietti, un punto ristoro e un parcheggio di 4600 m² con una capacità di 220 auto.